# 22142 Лоріпрайор
22142 Лоріпрайор (22142 Loripryor) — астероїд головного поясу, відкритий 1 листопада 2000 року.
Тіссеранів параметр щодо Юпітера — 3,639.